# 戸井線
戸井線（といせん）は、北海道函館市の函館本線五稜郭駅から亀田郡戸井町（現：函館市）の戸井駅までを結ぶ計画だった未成の鉄道路線である。

## 概要

### 函湯鉄道による計画
1895年（明治28年）10月30日、函館区より亀田郡下湯川村に至る私設鉄道として函湯鉄道株式会社発起人ら（田代坦之ほか九名）に対し敷設仮免許が下りた。軌間は1067mm。将来下湯川村より東の沿岸漁場との旅客や貨物の輸送も見据えていた。その後、1896年（明治29年）4月20日に本免許が下りたが、資金難で実現しなかった。のちに亀函馬車鉄道と合併、函館馬車鉄道となりのちの函館市電（函館市企業局交通部）の礎になった。

### 国による建設

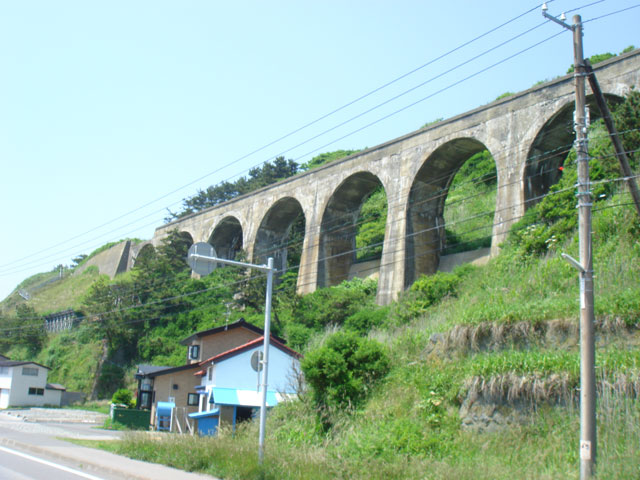
汐首灯台直下に残るコンクリートアーチ橋

津軽海峡を隔てて渡島半島（函館要塞、のちの津軽要塞がある）と下北半島（軍港の大湊港がある）は軍事上重要であり（日露戦争時、函館要塞の装備ではロシア帝国ウラジオストク艦隊の通商破壊作戦の際の海峡通過を阻止できず北海道が孤立混乱した。そもそもこの要塞は函館湾、函館港を防御する目的で建設された。御殿山第一砲台こそ360度の砲撃が可能だったが、薬師山砲台、千畳敷は陸地に向かって砲撃するよう設計されており、敵が上陸した場合を想定したものである。よって津軽海峡を防御する、封鎖することは出来なかった）、軍当局の要塞拡大にあわせて軍事輸送力確保の鉄道整備を鉄道院に要請した。鉄道院は軍当局と合同で1920年（大正9）に調査を行い、1922年（大正11）、高橋是清内閣の元で可決、4月10日に公布された改正鉄道敷設法の別表第128号に「渡島國凾館ヨリ釜谷ニ至ル鐵道」として函館-釜谷間13マイル（約20.8km）が規定された。このため函館釜谷鉄道とも呼ばれた。この話を聞いた沿線住民が地域産品の輸送目的で、亀田半島沿岸各地域を結ぶ函館 - 湯川 - 戸井 - 椴法華 - 川汲 - 砂原間の鉄道敷設運動を行っている。
一方、事実上の始点である函館市民の反応は冷淡であり、長輪線（長万部 - 輪西、現在の室蘭本線）の早期開業に関心が集まっていた。なお、長輪線の全通は1928年（昭和3年）9月10日である。　
1924年（大正13年）7月、戸井村を津軽要塞地帯に編入、汐首岬第1砲台、第2砲台の建設が計画されて、その軍事物資及び兵員輸送目的で、1944年（昭和19年）完成を予定して、戦時中の1936年（昭和11年）に建設が開始された路線である。
9割方の路盤が完成していたものの、戦時中ということもあり資材不足のため1943年（昭和18年）に工事を中断。完成していた一部区間（五稜郭駅から湯の川地区までレールが敷かれ車両が走行していた ）は1945年（昭和20年）4月から、軍の命令によって進められた赤川飛行場の造成のための砂利（湯川町方面の松倉川から赤川通りのガードまで運んだ）などの輸送に利用されたが、結局戦後建設は再開されないまま中止となった。駅は終点の戸井駅を含めて9駅が予定されていた。
建設従事者には朝鮮人と思われる人がいて汐泊川橋付近に宿泊し、タコ部屋労働と言われる過酷な労働環境で働く影の部分もある。
1945年（昭和20年）7月14日には米軍グラマン戦闘機による攻撃があり、汐首灯台の近くの鉄道ガードの一部が破壊された（北海道空襲）。

### 北海道総合開発計画による工事再開構想
北海道庁は北海道総合開発計画による渡島半島の開発の一環で戸井線の工事再開を含め、従来の未成区間に加え、戸井 - 椴法華間も追加した。椴法華まで建設しようとした理由は、尻岸内村（のちの恵山町）大梶鉱山、恵山鉱山の硫黄鉱、女那川の硫化鉄鉱などの地下資源開発が目的であった。しかし中央省庁に大きく訴えることができる要素に乏しく、1964年（昭和39年）の日本鉄道建設公団発足時に工事線として引き継がれることはなかった。

### 大沼電鉄による引継構想
大沼電鉄は1951年（昭和26年）5月22日に戸井線の施設を借り受け、開通すべく敷設申請を行った。沿線町村から促進運動も起こっていたが資金調達できず、申請を取り下げた。

### 青函連絡路としての工事再開案
1939年（昭和14年）6月1日に発案者は不明であるが、鉄道省盛岡建設事務所が津軽海峡東口ルートの調査を鉄道大臣官房研究所に依頼した。太平洋戦争後の1946年（昭和21年）、国鉄は再び内部に青函トンネル調査委員会を設け青函隧道計画が持ち上がった。その際に東口ルート案では戸井線区間を通ることになっていたが、1946年（昭和21年）から1949年（昭和24年）にかけての調査により下北半島北岸に水深240-300mの海底谷が海岸線と平行して存在し、那須火山帯上にもあたり地質上適切ではないことが分かり、1968年（昭和43年）、西ルート（津軽線・江差線）で建設することに決定し、戸井線開通の可能性は消えた。
対岸でも「大間鉄道」が計画されており、その一部として大畑線が建設されていたが、結局大間までは至らず、既開業区間の下北駅 - 大畑駅間も1985年（昭和60年）に下北交通に転換、2001年（平成13年）に廃止された。
参考までに沿線にある火山は銭亀火山など。

## 歴史
- 1920年（大正9年） 軍当局と鉄道院が調査を行い、同院調整の鉄道線路網表に函館-釜谷間13マイル（約20.8km）を予定線として掲載
- 1927年（昭和2年） 函館要塞、名称を津軽要塞と変え守備範囲を津軽海峡全域に拡大
- 1928年（昭和3年）6月4日、5日 鉄道省札幌鉄道局函館運輸事務所による沿線調査がほぼ終了とうかがい知れる記事「函館釜谷線概要」が函館新聞に掲載[26]
- 1933年（昭和8年）3月 津軽要塞汐首岬第1砲台完成[27]
- 1936年（昭和11年）10月 第一工区着工
- 1938年（昭和13年）
  - 4月 第二工区着工
  - 7月 第三工区着工
- 1939年（昭和14年）
  - 6月 第一工区竣工
  - 6月1日 鉄道省盛岡建設事務所が鉄道大臣官房研究所に青函隧道東ルートの調査を依頼（青函トンネル計画）
- 1940年（昭和15年）
  - 3月 第三工区竣工
  - 4月 第二工区竣工
  - 5月 第四工区甲および乙着工
  - 6月 津軽要塞汐首岬第2砲台完成[27]
  - 11月 第五工区および第六工区着工延期の新聞報道[28]
- 1941年（昭和16年）11月 第四工区甲竣工
- 1942年（昭和17年）9月 第四工区乙建設休止
- 1945年（昭和20年）
  - 4月 赤川飛行場建設の物資輸送に活用
  - 7月14日 米軍グラマン戦闘機による攻撃を受ける（北海道空襲）
- 1951年（昭和26年）5月22日 大沼電鉄が地方鉄道として戸井線施設を活用する鉄道敷設を申請
- 1964年（昭和39年）3月23日 日本鉄道建設公団が発足、同線は工事線として引き継がれなかった
  - 1968年（昭和43年） 青函トンネルは西ルートにて建設されることが決定
- 1971年（昭和49年）9月 函館市が全線の用地を購入、また全線の土木施設の譲渡を受ける
- 1978年（昭和53年） 函館市が緑園通り、川原緑道を整備
- 1999年（平成11年） 瀬田来第1陸橋をセメントで補強
- 2014年（平成16年）3月28日 蓬内川橋梁を解体し蓬内橋が建設される

## 工事概要
区間を5つに分け工事を進めた。
- 第一工区 - 五稜郭駅付近から湯の川駅付近までの起点より0.235km-7.4km、延長約7.2km[29]の区間。請負は今井組で1936年（昭和11年）10月に着手し、1939年（昭和14年）6月に竣工した。大きな工事は深堀切通しで現在の緑園通りに当たる。これを施工するためにレールを設け、小型蒸気機関車牽引の土砂運搬列車を走らせている。他には跨線橋を3箇所設けた。現在は1箇所残っている[14]。昭和-富岡町（北海道道347号赤川函館線交点）区間は盛土で、その土を取る土地を富岡町に確保した(のちに農業用水の捨て水が貯まる土方沼になる)[30]。
- 第二工区 - 湯の川駅付近から渡島古川駅付近の起点より7.4km-14.92km、延長約7.5kmの区間[29]。請負は堀内組で1938年（昭和13年）4月に着手し、1940年（昭和15年）4月に竣工した。主な工事は松倉川橋脚および汐泊川橋脚5基である。鋼材不足により橋桁は架けられることはなかった[14]。
- 第三工区 - 渡島古川駅付近から小安駅付近までの起点より14.92km-20.3km、延長約5.4kmの区間[29]。請負は堀内組で1938年（昭和13年）7月に着手し、1940年（昭和15年）3月に竣工した[14]。
- 第四工区甲 - 小安駅付近から汐首駅付近までの起点より20.3km-24.38km、延長約4.1kmの区間[29]。請負は地崎組で、1940年（昭和15年）5月着手、1941年（昭和16年）11月竣工、汐首岬第1陸橋をコンクリートアーチ橋で建設した。他トンネル1ヵ所[14]。
- 第四工区乙 - 汐首駅付近からの起点より24.38km-26km、延長約1.6kmの区間[29]。請負は瀬崎組で、1940年（昭和15年）5月着手、1942年（昭和17年）9月に建設休止。トンネル2ヵ所、瀬田来第1陸橋、瀬田来第2陸橋、蓬内川橋梁をコンクリートアーチ橋で建設した[14]。

未施工区間は起点より26kmから29km、延長3kmである。
- 第五工区 - 未着工[31]
- 第六工区 - 未着工[31]

函館刑務所は1938年（昭和13年）に銭亀沢村に作業所を設けて、受刑者30〜100人を泊まらせて盛土工事に出役させた。

## 跡地・遺構
戸井線用地は1971年（昭和49年）9月、一括で函館市が購入した（土木遺構は無償譲渡を受けた）。その後旧戸井町区間は函館市から旧戸井町に用地や土木遺構全てを無償譲渡された。
ルートの大半が道路等に転用されるか遺構が残っているため、汐首岬第一橋梁付近までは航空写真でも容易に判別できる。

### 旧亀田市区間
旧亀田市区間に当たる昭和-本通間は函館市道本通富岡線に転用された。国道5号線と五稜郭駅の間も、線路のカーブがそのまま区割りになっている。
亀田川に架かる橋の名前は戸井線橋で、路線名が残っている。
東五稜郭駅予定地は本通遊園地として、駅員宿舎予定地は本通青少年会館として利用された。

### 旧湯川町区間
旧湯川町区間に当たる深堀町 - 湯川町3丁目間を結ぶ1.8kmの歩行者自転車専用道路「緑園通り」は、1978年（昭和53年）に函館市が遊歩道にしたものである。また、本通-川原町の区間は「川原緑道」として同様に整備されている。

### 旧銭亀沢村区間
松倉川から函館空港のランウェイ30進入灯終端付近の函館共働宿泊所までが函館市道高松新湊線に転用され、2018年11月1日現在、函館バスによって循環路線バス「望洋団地線」（火曜、木曜、日曜）が運行されている。
汐泊川河口には橋脚が残されており、その東側にある渡島古川駅予定地は函館市土木部の資材置場として活用されている。またこの汐泊川河口沖には海底火山「銭亀火山」がある。

### 旧戸井町区間
函館市汐首町の汐首岬灯台直下の山腹に建設されたコンクリートアーチ、トンネル等多くの遺構が残されている。これらは戦時中の粗悪なコンクリートが使用されていることに加え、長年放置されたことで老朽化が激しく、崩落の危険があるものも出てきている。1973年（昭和43年）には路盤に溜まった雨水が鉄砲水となり、崖下の民家と道路を押し流す災害が発生する。旧戸井町は財政面のこともありその管理に頭を悩ませていた。
道路転用は国道278号戸井バイパスと函館市道瀬田来7号で、戸井バイパスは1996年（平成8年）に開通、瀬田来町内の一部は函館市道瀬田来7号線に転用されている。
平成時代まで現存している、または現存していた遺構は下記の通りである。
- 汐首岬第1陸橋 - 汐首陸橋とも呼ぶ8連コンクリートアーチ橋。長さ52m、支間長5m[39]。
- 瀬田来第1陸橋 - 18連コンクリートアーチ橋。長さ58m、支間長2.2m [39]。1999年（平成11年）にセメントで補強[40]。
- 瀬田来第2陸橋　- 25連コンクリートアーチ橋。長さ79.5m、支間長1.8m [39]。
- 蓬内川橋梁 - 蓬内川に架かる3連コンクリートアーチ橋。長さ36.8m、支間長は函館側より14.75m、12.3m、9.75m [39]。函館市道瀬田来7号線の「蓬内橋」に転用していたが、建設当時、鉄不足のために鉄筋の代わりに竹筋が使われた可能性も指摘され、老朽化による安全面での不安に加え、津波が到達した際の避難路整備の観点から、解体され新橋に架け替えられることが決まり[41]、2013年2月4日から解体工事が開始された[42][43]。解体作業は同年3月19日までに完了。内部には竹や木といった補強材は見られず、補強材を使用しない無筋コンクリートであることが判明した。内部には締固め不足が原因とみられる空洞があった一方で、コンクリートの圧縮強度は現行の基準を上回っていたこともわかった[44]。跡地には新しい蓬内橋が建設され、2014年（平成16年）3月28日に開通した[45]。

他トンネルが2箇所あり延べ455m。
鉄道省の鉄道総計には原則総延長100mを超える橋梁のデータが掲載される。これら汐首岬付近の4橋梁の公式記録はいずれも総延長が満たないために残っていない。また4橋梁の資料は津軽要塞の軍事機密の一環として戦後焼却処分されたといわれており、計画書、設計図、工事報告書は見つかっていない。
同時期に建設された津軽要塞に関わる未成線工事の遺構で大間線小赤川のコンクリートアーチ橋があるが、断面に鉄筋のはみ出しが1ヵ所あった。

## 路線データ
- 管轄：日本国有鉄道
- 路線距離（営業キロ）：五稜郭 - 戸井 29.2km（着工区間 26.4km）
- 駅数：10（起終点駅を含む）
- 軌間：1067mm
- 全線単線
- 電化方式：全線非電化
- 閉塞方式：タブレット閉塞式
- 最小半径：300m（五稜郭-東五稜郭間他）[29]
- 最急勾配：22パーミル（渡島古川-石崎間）[29]

## 予定駅一覧
全線北海道函館市内に所在。接続路線の事業者名は戸井線建設時点のもの。
| 駅名       | 営業キロ | 営業キロ | 接続路線・備考                 |
| 駅名       | 駅間     | 累計     | 接続路線・備考                 |
| ---------- | -------- | -------- | ------------------------------ |
| 五稜郭駅   | -        | 0.0      | 日本国有鉄道：函館本線、江差線 |
| 東五稜郭駅 | 3.3      | 3.3      |                                |
| 湯の川駅   | 3.9      | 7.2      |                                |
| 銭亀沢駅   | 3.5      | 10.7     |                                |
| 渡島古川駅 | 2.8      | 13.5     |                                |
| 石崎駅     | 3.3      | 16.8     |                                |
| 小安駅     | 3.2      | 20.0     |                                |
| 汐首駅     | 3.4      | 23.4     |                                |
| 弁財駅     | 2.6      | 26.0     |                                |
| 戸井駅     | 3.0      | 29.0     |                                |

## 並行する交通

### 未成線
戸井電気軌道が1927年（昭和2年）12月31日に銭亀沢村大字根崎村（当時）から戸井村大字小安村字釜谷（当時）まで軌道敷設を申請していたが、1931年（昭和6年）1月に却下されている。

### 道路
五稜郭 - 湯の川間を除き、ほぼ全線にわたって国道278号が並行している。

### 路線バス
1928年（昭和3年）に函館バスの前身のひとつ下海岸自動車が設立され、下海岸道路の竣工と共に漸次路線延長し、1932年（昭和7年）、湯川 - 椴法華間が全線開通した。
1944年（昭和19年）6月1日に函館乗合自動車株式会社（現・函館バス）が設立され、バス路線は函館バスになったが、函館バスのストライキによる運休対策として1956年（昭和31年）6月1日より函館市営バスが函館駅前 - 石崎（旧・銭亀沢村）間で、同じく同年より相互バス（相互自動車/相互乗合自動車）が函館 - 恵山 - 椴法華間で路線バスの運行を開始した。利便性が向上したものの全体の乗客数が増えず、相互バスはバス事業部と遊船事業部を函館バスに譲渡し撤退した。1978年（昭和53年）2月22日改正の函館市営バス時刻表には、平日函館駅前発7時6分、17時10分。平日石崎発7時55分、18時9分。休日函館駅前発7時6分、17時12分。休日石崎発7時55分、18時9分の1日2往復が設定されている。
2019年（平成31年）3月までは函館駅 - 戸井間にあたる区間は函館バスにより路線バス7系統および下海岸線が運行されていたが、同年4月より90系統に改めまとめられている。

### 海上交通
1901年（明治34年）7月1日、戸井、尻岸内の有志が中心となり恵山汽船協同組合が設立され、渡島丸（86トン）、第一丸（42トン）が就航し貨客輸送にあたっていた。